# 佐藤久一
佐藤 久一（さとう きゅういち、1930年1月5日 - 1997年1月23日）は、日本の実業家。
山形県酒田市生まれ。酒田商業に入学後、酒田中学校に編入学。日本大学芸術学部中退。

## 人物・来歴
父、久吉は日本酒醸造元「金久（きんきゅう）酒造」を経営、市議会議長、商工会会頭などを歴任、テニスの振興に尽力するなど、名家の主として知られる。
久一は、大学中退後、20歳で映画館「グリーンハウス」支配人に就任。洋画専門館として名を馳せる。淀川長治や荻昌弘が羨んだという映画館だった。
1964年には映画館の職を辞して、上京、日生劇場に勤務。同劇場の劇場課、のち食堂課に勤務。1967年8月、父、久吉の求めで酒田に戻り、以後、「レストラン欅」、「ル・ポットフー」の支配人として活躍。地方都市には珍しいフランス料理の名店として、著名な食通達の間で評判を博す。この店の味を絶賛した著名人には、開高健、丸谷才一、山口瞳らがいる。1993年1月、「ル・ポットフー」を退職。1997年1月、食道癌で亡くなる。

## 家族
- 父・佐藤久吉(1905-) ‐ 家業の金久酒造のほか、邦画専門映画館「港座」、洋画専門映画館「グリーンハウス」経営、市議会議長、商工会議所会頭を務める町の名士。8人の子のうち6人をテニス選手に育てた。[3]
- 妻・美代子 ‐ 港座の元館内アナウンサー。[4]